# 秋田地方気象台
秋田地方気象台（あきたちほうきしょうだい）は、秋田県秋田市山王七丁目1-4に所在する地方気象台。

## 概要
仙台管区気象台の管轄下にあり、秋田県内の地上気象観測、地域気象観測（アメダス）、生物季節観測からなる気象観測業務、予報業務、地震情報・防災・広報業務を行っている。

## 沿革
- 1882年（明治15年）10月1日 - 内務省地理局出張所として秋田測候所が発足、南秋田郡本町4丁目（現　秋田市大町）の秋田電信局楼上に開設され気象観測を開始。
- 1886年（明治19年）4月1日 - 南秋田郡長野町（現　秋田市中通）に移転。
- 1887年（明治20年）10月11日 - 秋田県に移管、秋田県立秋田測候所となる。
- 1896年（明治29年）12月1日 - 河辺郡牛嶋町（現　秋田市牛島）に移転。
- 1926年（大正15年）11月1日 - 南秋田郡寺内村（現　秋田市八橋運動公園）に移転。
- 1938年（昭和13年）10月1日 - 国に移管、中央気象台秋田測候所となる。
- 1946年（昭和21年）2月1日 - ラジオゾンデによる高層気象観測開始。
- 1957年（昭和32年）9月1日 - 秋田地方気象台となる。
- 1970年（昭和45年）6月23日 - レーダー気象観測開始。
- 1989年（平成元年）9月26日 - 現在地（秋田市山王七丁目）に移転。
- 2012年（平成24年）3月1日 - ドップラーレーダーに更新し、15時から運用開始[1]。
- 2018年（平成30年）1月15日 - 秋田地方気象台、男鹿市、横手市合同で、「大雪特別警報」を想定した訓練を実施[2]。
- 2023年（令和5年）4月1日 - 秋田地方気象台としては初となる、女性台長が就任[3][4]。

## 所在地
- 秋田県秋田市山王七丁目1-4（秋田第二合同庁舎内）

## 天気予報区分
秋田県沿岸
- 秋田中央地域 - 秋田市、男鹿市、潟上市、五城目町、八郎潟町、井川町、大潟村
- 能代山本地域 - 能代市、藤里町、三種町、八峰町
- 本荘由利地域 - 由利本荘市、にかほ市

秋田県内陸
- 北秋鹿角地域 - 大館市、鹿角市、北秋田市、小坂町、上小阿仁村
- 仙北平鹿地域 - 横手市、大仙市、仙北市、美郷町
- 湯沢雄勝地域 - 湯沢市、羽後町、東成瀬村